# Koolstofdioxidelaser

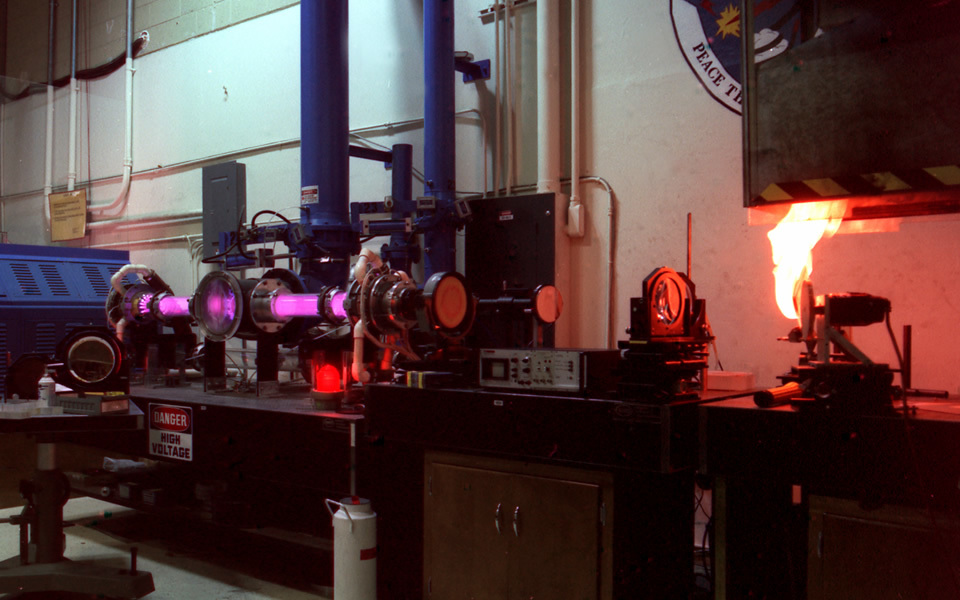
Koolstofdioxidelaser in werking op een lasertestfaciliteit

Een koolstofdioxidelaser of CO2-laser is een elektrisch gedreven gaslaser. Het gas in de ontladingsbuis bestaat uit een mengsel van koolstofdioxide, stikstofgas, waterstofgas en helium. CO2-lasers zenden infrarood licht uit met een golflengte tussen 9600 en 10640 nanometer.
Dit lasertype werd in 1964 uitgevonden door Kumar Patel toen hij voor Bell Labs in New Jersey werkte.

## Werking
Bij de CO2-laser worden de stikstofmoleculen in trilling gebracht met een elektrische stroom. Omdat stikstof een homonucleair molecuul is kan het zijn energie niet kwijt door de afgifte van fotonen. Hun energie raken ze kwijt door koolstofdioxidemoleculen aan te slaan, die op hun beurt het infrarode laserlicht voortbrengen. Het helium draagt bij aan de gasvorming door de hitte van de elektrische ontlading en helpt de koolstofdioxidemoleculen na excitatie terug te laten keren naar hun basistoestand.

## Soorten
CO2-lasers bestaan zowel in gepulste als continuous wave (CW) versie. De CW-versies worden meest gebruikt, maar de gepulste vinden toepassing in bijvoorbeeld nieuwe methoden die worden ontwikkeld voor de verrijking van uranium. De CW-versies vallen nog uiteen in gewone en waveguide-lasers. De gewone versie wordt meest toegepast in de industrie; de waveguide-versie is goedkoper en betrouwbaarder, maar alleen in lager vermogen te krijgen.

## Constructie
Het gasmengsel bevindt zich bij een koolstofdioxidelaser in een afgesloten buis met aan de ene kant een spiegel van gepolijst metaal en aan de andere kant een deelsdoorlatende spiegel. Vanwege de lange golflengte, kunnen geen gewone lenzen samen met de CO2-laser gebruikt worden, maar worden lenzen gebruikt van speciale, dure materialen zoals zinkselenide (ZnSe) of germanium (Ge). Bij lasers met hoge vermogens worden – ondanks de zeer hoge kosten – vaak lenzen van diamant toegepast.

## Toepassingen
De belangrijkste toepassingen van de CO2-laser liggen in de metaalbewerking: lassen en snijden van metaal. Ook in de geneeskunde wordt de CO2-laser toegepast bij:
- Kno-heelkunde
- Tandheelkunde
- Lasersnijden
- Gynaecologie
- Urologie
- Plastische chirurgie